# King’s Castle (Wiveliscombe)

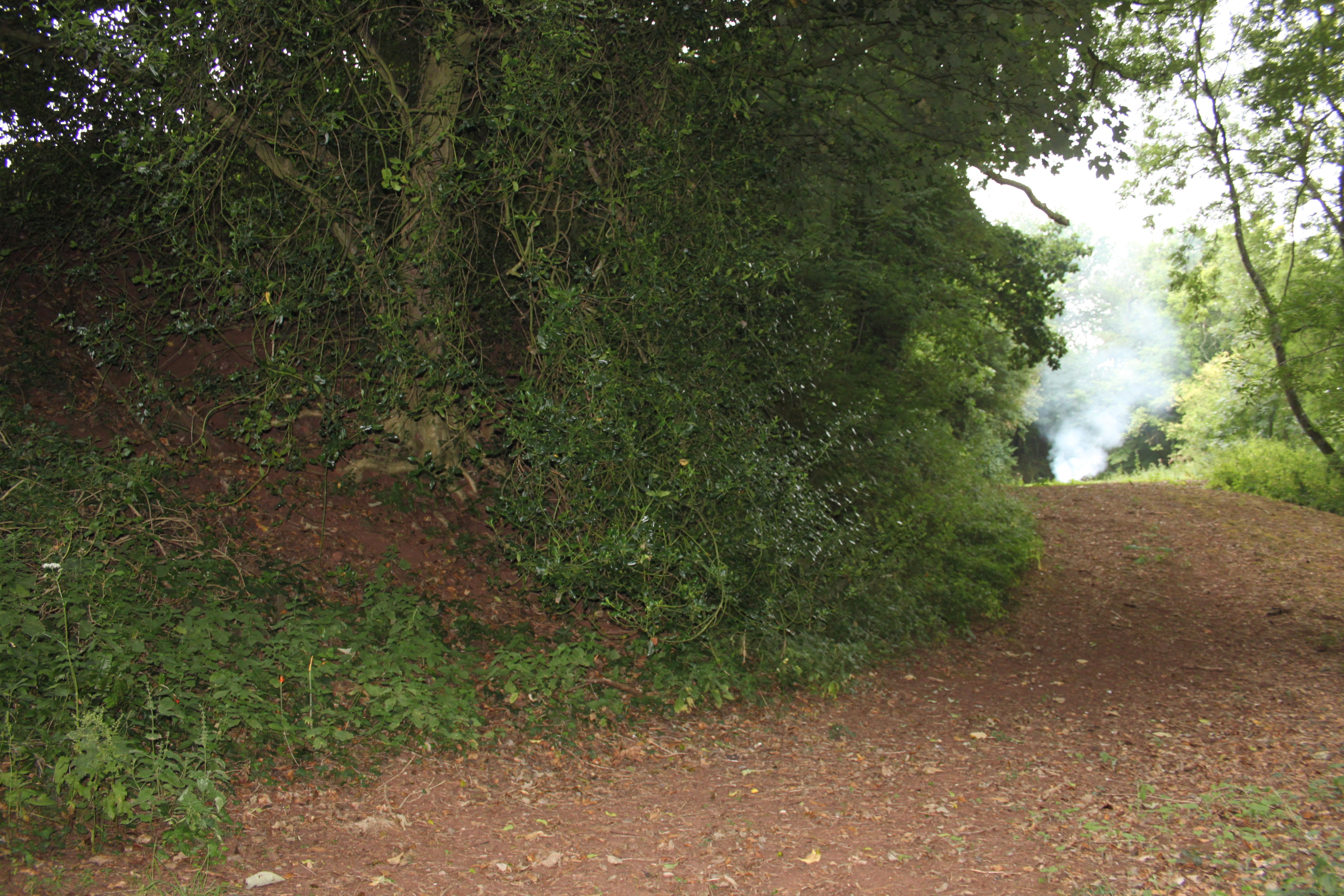
Erdwerk an der Wallburg King’s Castle

King’s Castle ist eine neusteinzeitliche Wallburg 1 km östlich der Kleinstadt Wiveliscombe in der englischen Grafschaft Somerset. Sie ist von zwei Erdwällen mit einem Graben dazwischen umgeben. Der innere Wall erreicht eine Höhe von 2,5 Metern, der äußere eine von 1,5 Metern. Pfeilspitzen, Kratzer und Bohrer wurden auf dem Anwesen gefunden. Ein Lot von 1139 Münzen fand man in einem 30 Zentimeter tief vergrabenen Topf.
Das Gelände war durch wiederholte Nutzung als Steinbruch und Überpflügen stark beschädigt.

## Hintergrund
Wallburgen entstanden am Ende der Bronzezeit und am Anfang der Eisenzeit, ungefähr also im 1. Jahrtausend v. Chr. Der Grund für ihre Ausbreitung in Britannien und ihr Zweck wurden oft diskutiert. Man meinte, sie könnten militärische Einrichtungen gewesen sein, die als Antwort auf Invasionen vom europäischen Festland aus entstanden sein könnten, Gebäude, die von den Invasoren errichtet worden seien, oder eine militärische Reaktion auf gesellschaftliche Spannungen, die durch eine wachsende Bevölkerung und den dadurch resultierenden Druck auf die Landwirtschaft verursacht worden sei. Die mehrheitliche Ansicht seit den 1960er-Jahren war, dass der zunehmende Gebrauch von Eisen zu sozialen Veränderungen in Britannien geführt hätte. Ablagerungen von Eisenerz wurden an verschiedenen Orten zusätzlich zum Zinn- und Kupfererz festgestellt, die man benötigt, um Bronze herzustellen. In der Folge veränderten sich die Handelsstrukturen, und die alten Eliten verloren ihren wirtschaftlichen und sozialen Status. Die Macht verlagerte sich in die Hände anderer Gruppen von Leuten. Der Archäologe Barry Cunliffe glaubt, dass das Bevölkerungswachstum auch eine Rolle spiele, und stellte fest, dass „[die Forts] Verteidigungsmöglichkeiten für die Gemeinschaft darstellten, als sich der Druck [der Bevölkerungszunahme] in offenen Feindseligkeiten entlud. Aber ich denke nicht, dass sie gebaut wurden, weil Krieg herrschte. Sie funktionierten als Verteidigungsbollwerk bei Spannungen und zweifellos wurden einige davon angegriffen und zerstört, aber dies war nicht der einzige oder auch nur der entscheidende Faktor für ihren Bau.“